# ادسون رودریگز فاریاس
ادسون رودریگز فاریاس بازیکن فوتبالِ اهل برزیل است 